# Club Deportivo Ibaeta
Il Club Deportivo Ibaeta è una società femminile di pallacanestro di San Sebastián, in provincia di Gipuzkoa. Milita nella Liga Femenina de Baloncesto, massima divisione del campionato di pallacanestro femminile spagnolo.
La società è stata fondata nel 2005 ed è arrivata nella massima serie per la prima volta nel 2014.